# Diemenomyia bulbosa multifida
Diemenomyia bulbosa multifida is een ondersoort van de tweevleugelige Diemenomyia bulbosa uit de familie steltmuggen (Limoniidae). De soort komt voor in het Australaziatisch gebied.